# Коммунистическая партия Казахстана (СССР)
Коммунистическая партия Казахстана (каз. Қазақстан Коммунистік партиясы / Qazaqstan Kommunistık partiasy) — коммунистическая партия в составе КПСС. 
Правящая политическая партия Казахской Советской Социалистической Республики (Казахская ССР). 7 сентября 1991 года партия была официально распущена.

## История
До 1921 года на территории современного Казахстана отсутствовал единый партийный центр большевиков, однако имелась база в виде созданной в июне 1918 года Коммунистической партии Туркестана, в которую вошли партийные организации Сырдарьинской, Семиреченской, части Тургайской и Уральской областей. 30 апреля 1920 года ЦК РКП(б) создал Киргизское областное бюро РКП(б), в которое вошли А. Авдеев, А. Айтиев, А. Алибеков, С. Арганчеев, А. Джангильдин, М. Мурзагалиев, С. Пестковский. С 11 по 18 июня 1921 года в Оренбурге состоялась I Киргизская областная партийная конференция, которая избрала обком партии. В апреле 1922 года было создано Киргизское бюро ЦК РКП(б).
В первые годы этнических казахов в партийной организации советского Казахстана было немного. В 1922 году насчитывался 1 481 казах-коммунист, что составляло 8,9 % от партийной организации Киргизской АССР.
В рамках «Ленинского призыва» 1924 года в партию было принято около 8 000 человек, в том числе свыше 6 тысяч рабочих и значительное число батраков. Численность казахов-коммунистов в Киргизской АССР увеличилась в 7 раз: с 1539 человек в 1924 году до 11 634 человек на 1 января 1926 года. Значительная часть новых членов партии из числа казахов была азбучно неграмотной. По состоянию на 1 января 1926 года 4 432 казаха-коммуниста (38 %) из 11 634 казахов-коммунистов были неграмотны. При этом среди русских коммунистов Казахстана на 1 января 1926 года неграмотных было только 4 %. 
На 1 января 1926 года национальный состав партийной организации советского Казахстана был следующим:
- русские — 15 399 человек;
- казахи — 11 634 человека;
- представители других национальностей — 6 225 человек.

В результате казахизации к 1937 году этнические казахи стали составлять почти половину партийной организации советской республики. На 1 января 1937 года этнический состав партийной организации советского Казахстана был следующим:
- казахи — 46,8 %;
- русские — 32,9 %;
- украинцы — 9,7 %;
- узбеки — 1,6 %;
- уйгуры — 1,1 %.

Согласно решению ЦК РКП(б) от 19 февраля 1925 года обком был преобразован в крайком. В связи с созданием в 1936 году Казахской ССР  23 апреля 1937 года образована Коммунистическая партия (большевиков) Казахстана. 
I съезд коммунистов республики в июне 1937 года завершил оформление КП(б)К.
Во время Великой Отечественной войны в 1941—1945 годах партия вела организационно-тыловую работу, 82 тысяч (около двух третей) коммунистов республики ушли в Красную Армию, в то же время в ряды КПК вступило 128 559 человек.
К январю 1972 года в составе КПК насчитывалось более 595 тысяч членов (БСЭ), на 1 января 1990 года — 866 тысяч членов.
24 апреля 1990 года из ст. 6 Конституции Казахской ССР было исключено положение о руководящей роли Коммунистической партии Казахстана.
28 августа 1991 года (через 6 дней после провала путча ГКЧП в Москве) Первый секретарь ЦК КПК Н.А. Назарбаев вышел из партии.
7 сентября 1991 года по инициативе бывшего Первого секретаря ЦК КПК  Н.А. Назарбаева партия была распущена решением чрезвычайного XVIII съезда. В тот же день на её базе образована Социалистическая партия Казахстана.
В 1998 году была воссоздана в виде новой Коммунистической партии Казахстана (оппозиционная президенту Н.А. Назарбаеву) с Первым секретарем ЦК КПК Серикболсыном Абдильдиным (бывшим Председателем Верховного Совета РК).

### Руководство
См. Руководители ЦК Компартии Казахстана (1920—1991)

## Съезды партии

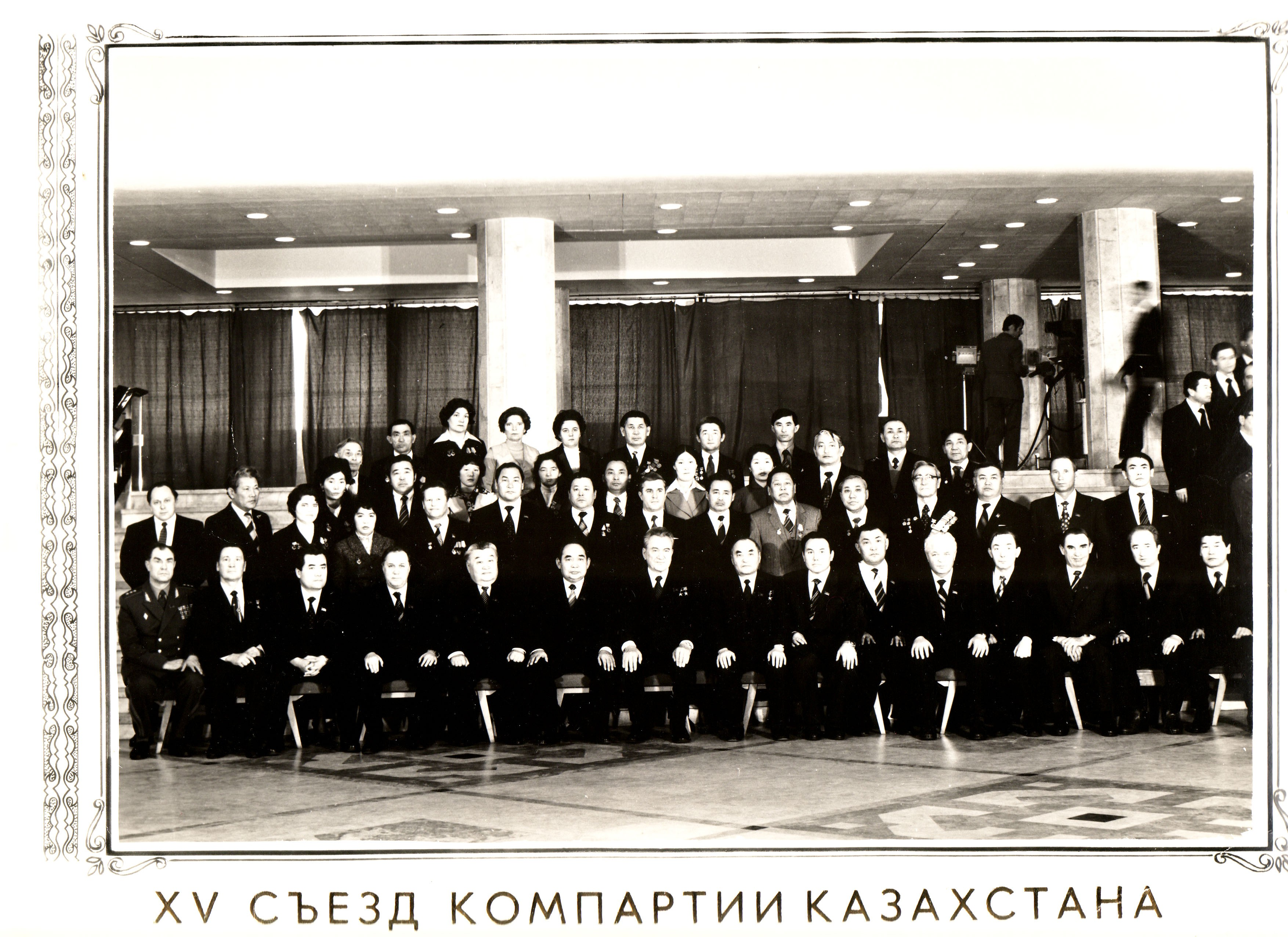
Делегаты XV съезда партии

- I съезд КП(б)К — Алма-Ата, 5—12 июня 1937 года[10].
- II съезд КП(б)К — Алма-Ата, 3—14 июля 1938 года.
- III съезд КП(б)К — Алма-Ата, 10—18 марта 1940 года.
- IV съезд КП(б)К — Алма-Ата,  25 февраля—1 марта 1949 года.
- V съезд КП(б)К — Алма-Ата, 15—18 декабря 1951 года.
- VI съезд КП(б)К — Алма-Ата, 20—24 сентября 1952 года.
- VII съезд КП(б)К — Алма-Ата, 16—18 февраля 1954 года.
- VIII съезд КП(б)К — Алма-Ата, 24—27 января 1956 года.
- IX съезд КП(б)К — Алма-Ата, 14—15 января 1959 года.
- X съезд КП(б)К — Алма-Ата, 10—12 марта 1960 года.
- XI съезд КП(б)К — Алма-Ата, 27—29 сентября 1961 года.
- XII съезд КП(б)К — Алма-Ата, 10—12 марта 1966 года.
- XIII съезд КП(б)К — Алма-Ата, 24—26 февраля 1971 года.
- XIV съезд КП(б)К — Алма-Ата, 4—6 февраля 1976 года.
- XV съезд КП(б)К — Алма-Ата, 4-6 февраля 1981 года.
- XVI съезд КП(б)К — Алма-Ата, 6—8 февраля 1986 года.
- XVII съезд КП(б)К — Алма-Ата, 1990 год.
- XVIII съезд КП(б)К (чрезвычайный) — Алма-Ата, 7 сентября 1991 года. Компартия была распущена по инициативе бывшего Первого секретаря ЦК Компартии Казахстана Н.А. Назарбаева